# Autographa corusca
Autographa corusca är en fjärilsart som beskrevs av John Kern Strecker 1885. Autographa corusca ingår i släktet Autographa och familjen nattflyn. Inga underarter finns listade i Catalogue of Life.